# Arte etrusca

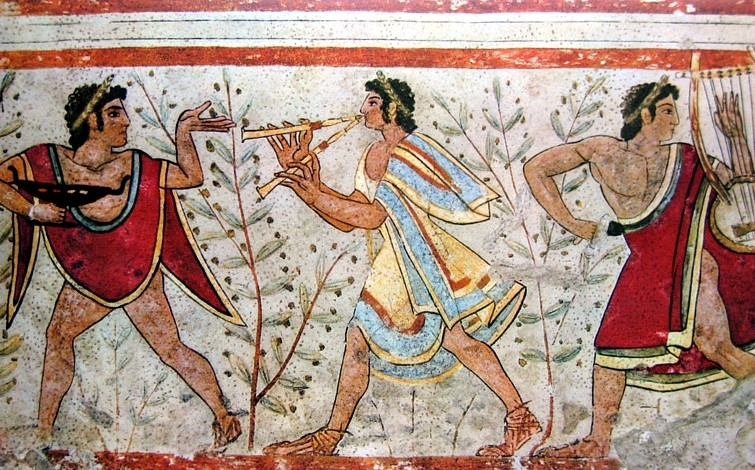
Afresco etrusco da Tumba dos Leopardos, século VI a.C.

A arte etrusca refere-se à arte da antiga civilização dos etruscos, que viveram na Etrúria, localizada na Itália central (actual Toscana), e que teve o seu apogeu artístico entre os século VIII e II a.C..
As origens deste povo, e consequentemente do estilo, remontam aos povos que habitavam a região (ou a partir dela se deslocaram) da Ásia Menor durante a Idade do Bronze e Idade do Ferro, mas também outras culturas influenciaram a sua arte (por proximidade ou contacto comercial), como a  cultura grega, fenícia, egípcia, assíria e a oriental. Mas o seu aparente carácter helenístico simples (visto o seu florescimento coincidir com o período arcaico grego) esconde um estilo único e inovador de características muito próprias que viria a influenciar profundamente a arte romana e pela qual estaria já totalmente absorvido no século I a.C..

## História
As origens dos etruscos e, consequentemente, do seu estilo artístico, remonta aos povos que habitavam ou foram expulsos da Ásia Menor durante a Idade do Bronze e da Idade do Ferro. Devido à proximidade ou contato comercial para Etrúria, outras culturas antigas influenciaram a arte etrusca, como a Grécia, Fenícia, Egito, Assíria e no Oriente Médio. O caráter aparentemente simples na era helenista esconde um estilo inovador, e único, cujo auge coincidiu com o período grego arcaico. Os romanos mais tarde viriam a absorver a cultura etrusca a deles, mas também seriam muito influenciados por eles em sua arte.

## Expressões e estilo

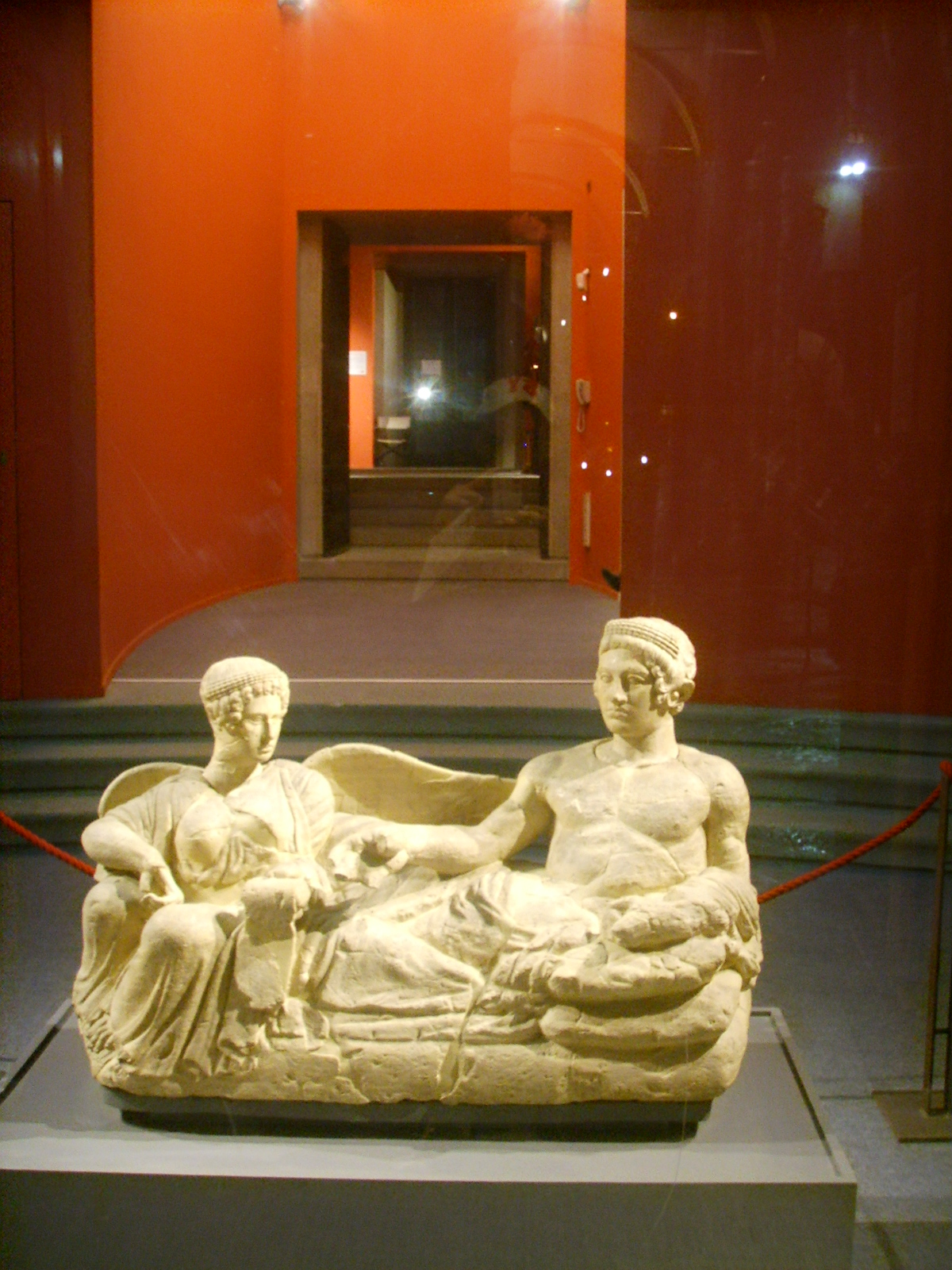
Casal etrusco

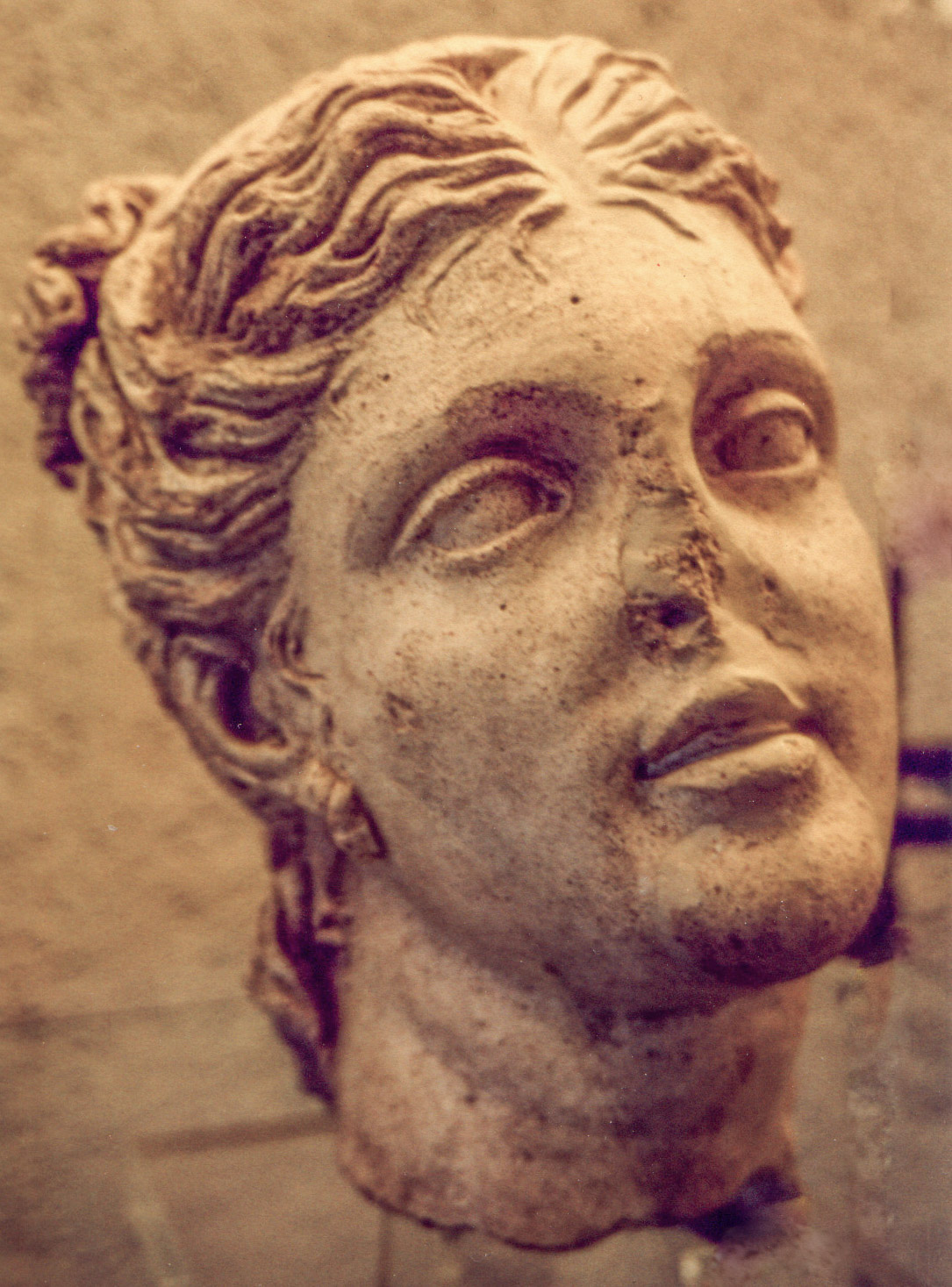
Busto etrusco

De um modo geral pode-se afirmar que os artistas etruscos eram artesãos de grande habilidade. Executavam peças (estatuária, vasos, espelhos, caixas, etc) de grande qualidade e maestria em terracota, barro, bronze e metal, desenvolviam também peças de joalharia (em ouro, prata e marfim) e uma cerâmica negra (designada Bucchero).

### Arte funerária
Escavações efetuadas em tumbas subterrâneas revelaram urnas de barro (onde se colocavam os restos mortais) com elementos escultóricos representando elementos anatómicos do falecido (p. ex. tampa em forma de cabeça); bustos (que poderão ter estado na origem dos bustos romanos);  esculturas e relevos em sarcófagos onde, numa fase posterior, figuras humanas em tamanho real surgem reclinadas sobre a tampa como se de um leito se tratasse (jacente). Mas aqui, em oposição à escultura grega em pedra, a escultura etrusca toma forma em materiais mais brandos que possibilitam uma modulação mais elástica, fluída e arredondada incutindo nas figuras uma natural espontaneidade.
As câmaras funerárias, que retratam o interior de uma habitação, são de teto em abóbada ou falsa cúpula e são revestidas de pinturas murais (frescos) retratando cenas mitológicas, do quotidiano e rituais funerários com demarcado caráter bi-dimensional, estilizado (formas delineadas a negro), mas de cores vivas e atmosfera jovial. Numa fase posterior, esta atitude de festividade perante a morte sofre alterações, possivelmente pela influência da arte grega do período clássico, e as figuras (onde passam a integrar também os demônios da morte) ou o diabo ganham uma nova atitude pensativa e de incerteza perante o final da vida.

### Arquitetura e urbanismo
Além de uma grande variedade de artes decorativas os etruscos desenvolveram também a construção arquitetônica da qual muito pouco sobreviveu. Modelos à escala permitem ter uma ideia do templo religioso (com base de pedra, estrutura de madeira e revestimento em barro na arquitrave e beirais) que em grande parte se assemelharia ao grego simples, mas sem a sua elegância: pelo lado sul e subindo os degraus do podium ganhava-se acesso a um pórtico com duas filas de quatro colunas cada e conseqüentemente à cella no seu interior.
Construíram também palácios, edifícios públicos, aquedutos, pontes, esgotos, muralhas defensivas e desenvolveram projetos de urbanismo onde a cidade se articulava a partir de um centro resultado da intersecção das duas vias principais (cardo, sentido norte-sul e decúmano, sentido leste-oeste).
Também importante de referir é a utilização do arco de volta perfeita (semicírculo) a novas tipologias que não sejam as de carácter puramente utilitário, como já tinha acontecido anteriormente na Mesopotâmia, Egipto e naturalmente na Grécia, como em túmulos, outras estruturas subterrâneas ou portas de cidades. Agora, pela primeira vez, o arco surge inserido no vocabulário das ordens arquitetônicas gregas.

## Pintura etrusca

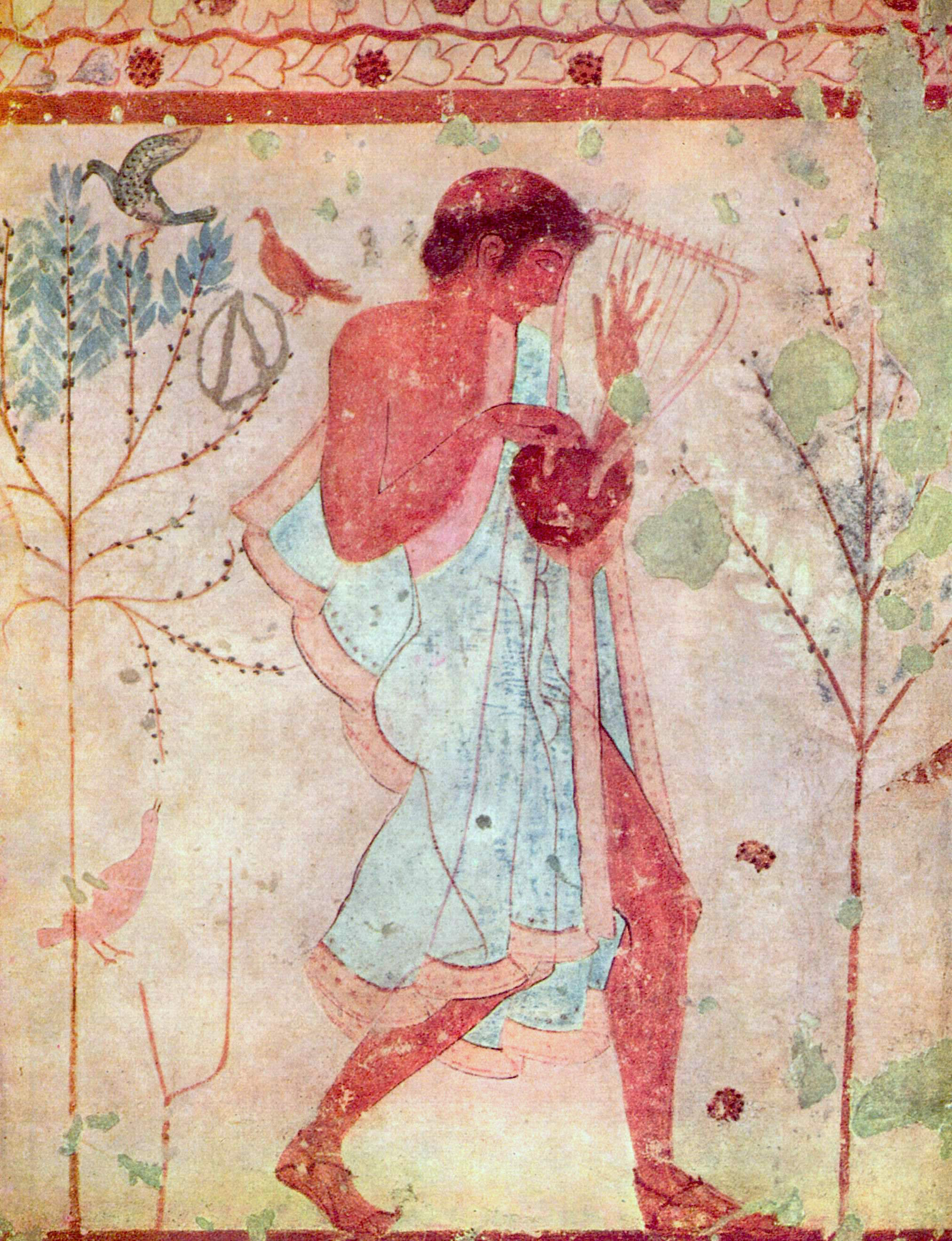
Tumba de Triclínio, Tarquínia

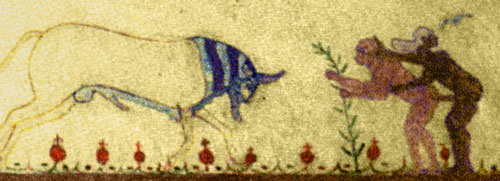
Tumba dos Touros, Tarquínia

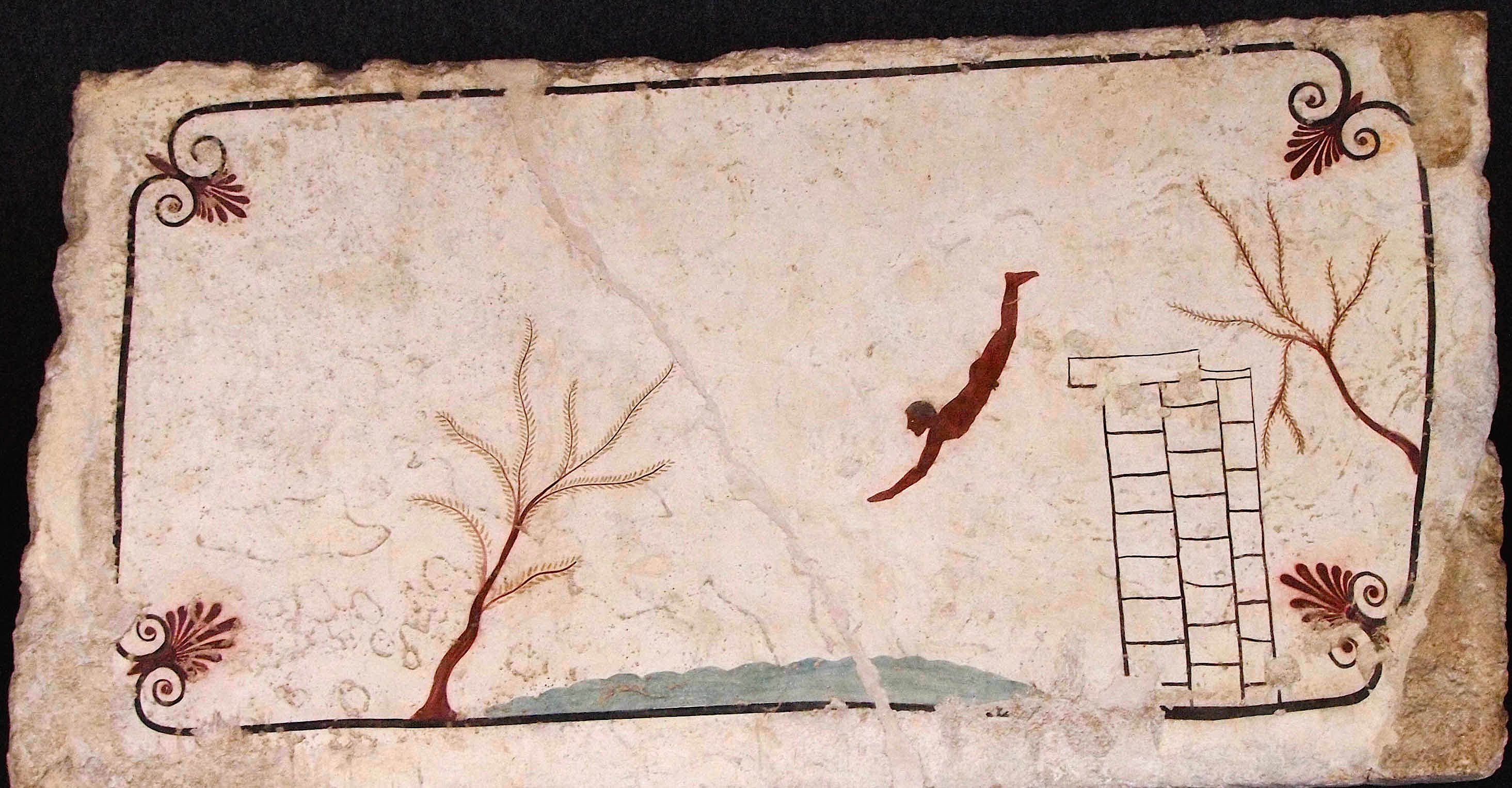
Afresco da Tumba do Mergulhador, Museu Arqueológico Nacional de Nápoles

A pintura etrusca teve grande importância não apenas por atingir um alto nível artístico, mas pelo fato de que ela é o mais importante exemplo pré-romano de arte figurativa. A técnica de pintura foi utilizada principalmente pelos etruscos, o afresco.
Esta técnica, conhecida pelos egípcios, mas desconhecida em Creta e na Grécia, consiste em pintura sobre argamassa fresca relativo ao assunto escolhido, de modo que quando a seca de gesso, a pintura, amalgamar com ele, torna-se parte integrante da parede e dura por muitos anos (isso explica por que quase todas as expressões figurativas e etruscas afrescos romanos são encontrados até agora). Para fazer com que as cores para pintar, pedras e minerais são usadas em várias cores que foram esmagados e misturados.
Escovas eram feitas de pelos de animais e foram extremamente precisos (ainda a melhor escovas são feitas de cabelo boi) do BC meados do século quarto começou a ser usado para sugerir os efeitos claro-escuro de profundidade e volume. As cenas raramente pintadas com representações da vida real, são mais tradicionais representações de cenas mitológicas.
Havia ainda o conceito de proporção (ou se ainda há respeitada nos afrescos encontrados) é comum encontrar animais ou homens com algumas partes do corpo fora de proporção com os outros. Um dos mais famosos afrescos na tumba etrusca é a do Leoas em Tarquínia.
Outro exemplo é a pintura de vasos etruscos.

## Linha temporal
- 800-650 a.C.: cunho oriental. Devido às trocas culturais entre as civilizações do Mediterrâneo, especialmente a civilização grega, a arte etrusca era semelhante à arte grega.
- 650-500 a.C.: influência jónica e coríntia. Alto desenvolvimento da pintura.
- 500-300 a.C.: apogeu; ainda demarcada influência grega. Devido às turbulências internas, a arte se reduz.
- 300-100 a.C.: fase tardia; absorção romana.